# Harpanahalli
Harpanahalli là một thị xã panchayat của quận Davanagere thuộc bang Karnataka, Ấn Độ.

## Địa lý
Harpanahalli có vị trí 14°48′B 75°59′Đ / 14,8°B 75,98°Đ Nó có độ cao trung bình là 633 mét (2076 feet).

## Nhân khẩu
Theo điều tra dân số năm 2001 của Ấn Độ, Harpanahalli có dân số 41.889 người. Phái nam chiếm 52% tổng số dân và phái nữ chiếm 48%. Harpanahalli có tỷ lệ 55% biết đọc biết viết, thấp hơn tỷ lệ trung bình toàn quốc là 59,5%: tỷ lệ cho phái nam là 60%, và tỷ lệ cho phái nữ là 48%. Tại Harpanahalli, 14% dân số nhỏ hơn 6 tuổi.